# 233

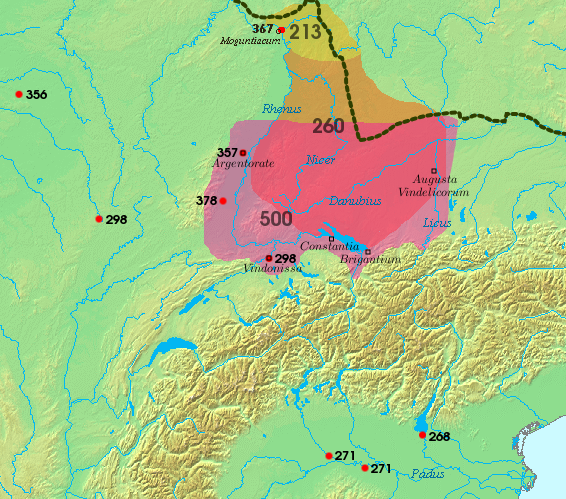
Expansie van de Alemannen (3e eeuw)

Het jaar 233 is het 33e jaar in de 3e eeuw volgens de christelijke jaartelling.

## Gebeurtenissen

### Europa
- De Alemannen doorbreken de Rijngrens (limes) bij Mainz in Zuid-Duitsland en vallen daarna Gallië binnen. De Germanen voeren een plunderveldtocht en steken Romeinse forten in brand.

### Italië
- 25 september - Keizer Alexander Severus keert terug in Rome en houdt een triomftocht, hij voert in de Senaat een "overwinningsrede" over zijn mislukte veldtocht in het Perzische Rijk.

## Geboren
- Chen Shou, Chinees historicus en schrijver van de Kroniek van de Drie Rijken (overleden 297)